# Crianças Diante do Trono
Crianças Diante do Trono é um projeto paralelo do grupo de música cristã contemporânea Diante do Trono, liderado por Ana Paula Valadão, vocalista da banda.

## Personagens e Dubladores
- Ana: Ana Paula Valadão - A dona de uma brinquedoteca, ela é uma versão fictícia da dirigente de louvor do mesmo nome e é a protagonista dos DVDs, sempre ensinando lições de moral através de uma bíblia ilustrada.
- Bia: Helena Tannure [2] - Uma boneca antropomórfica amorosa que é a melhor amiga da Ana, ela é muito estudiosa e inteligente e muito esperta, ela anteriormente se achava feia pra ela até ela entender o verdadeiro significado da beleza.
- Ed: João Lúcio Tannure[2] - Um boneco antropomórfico estudioso que sempre ajuda seus amigos nos estudos e nos ensinamentos bíblicos, apesar de ser um pouco medroso às vezes, mas não deixa de ser um bom amigo.
- Tonico: Gustavo Soares[2] - Uma marionete de um mico-leão-dourado de madeira antropomórfico que apesar de falar muito, possui um alívio cômico a ponto de ser muito alegre, ele é a alegria da brinquedoteca e é muito curioso.
- Bolota: Roney Fares[2] - Uma bola de futebol colorida antropomórfica que sempre usa um boné azul, ele é muito curioso e gosta muito de brincar com as crianças, ele é o melhor amigo do Ed.
- Vareta: Maxmiliano Moraes (2001-2005) e Clay Peterson[2] - Um boneco de pano com uma cabeça de pega-varetas antropomórfico inteligente que sempre ajuda os outros brinquedos, principalmente quando alguém pede suas varetas emprestadas.
- Antuguieta: Rita de Cássia[2] - Uma tartaruga de pelúcia antropomórfica que sempre pega algo importante no seu casco ("Porta-Trecos" como ela chama) e ela é missionária, ama alegrar as crianças viajando pelo mundo inteiro.

## Discografia
- 2001: Crianças Diante do Trono [Vendas: CD: +500.000 cópias (Platina Duplo) / DVD: +150.000 cópias (Diamante)]
- 2003: Amigo de Deus [Vendas: CD: +250.000 cópias (Platina) / DVD: +110.000 cópias (Diamante)]
- 2004: Quem é Jesus? [Vendas: CD: +350.000 cópias (Diamante Duplo) / DVD: +250.000 cópias (Diamante)]
- 2005: Vamos Compartilhar [Vendas: CD: +150.000 cópias (Platina) / DVD: +160.000 cópias (Diamante)]
- 2006: A Arca de Noé [Vendas: CD: +200.000 cópias (Platina Duplo) / DVD: +330.000 cópias (Diamante)]
- 2007: Samuel, o Menino que Ouviu Deus [Vendas: CD: +130.000 cópias (Platina) / DVD: +160.000 cópias (Platina Triplo)]
- 2008: Para Adorar ao Senhor [Vendas: CD: +60.000 cópias (Ouro) / DVD: +60.000 cópias (Platina)]
- 2010: Amigos do Perdão [Vendas: CD: +100.000 cópias (Platina) / DVD: +130.000 cópias (Platina Duplo)]
- 2012: Davi [Vendas: CD: +60.000 cópias (Ouro) / DVD: +60.000 cópias (Platina)]
- 2015: Renovo Kids [Vendas: CD: +4.000 cópias - Edição Limitada]
- 2016: DT Babies [Vendas: CD: +2.000 cópias - Edição Limitada]
- 2025: Pó-de-Crescer [Era Digital]